# Kufer Reymonta
Pomnik Władysława Reymonta – pomnik odsłonięty 7 września 2001 roku, przy Pałacu Kindermanna (ul. Piotrkowska 137) w Łodzi. Jest wykonany z brązu. Przedstawia Władysława Reymonta z notatnikiem w ręku, siedzącego na kufrze podróżnym. Jego projektantami są Robert Sobociński i Marcel Szytenchelm. „Kufer Reymonta” waży 300 kg.
Pomnik jest częścią Galerii Wielkich Łodzian, która od 1999 roku zdobi ul. Piotrkowską wykonywanymi w brązie rzeźbami plenerowymi stojącymi na chodnikach, upamiętniającymi sławne osoby związane z Łodzią.